# Chaetognatha
Chaetognatha (greaca antică: fălci păroase) este o încrengătură de animale marine vermiforme nevertebrate, care sunt o parte majoră a planctonului la nivel global. Cam 20% dintre acestea sunt bentonice, putându-se atașa de alge și roci. Se găsesc în toate apele marine, de la apele tropicale în cele polare, și la orice adâncime. Cele mai multe specii sunt transparente și au formă alungită, iar unele specii abisale sunt portocalii. Variază în mărime de la 2 mm la 1,2 centimetru. Aceste animale trăiesc în oceane și mări, intrând în componența planctonului. Dimensiunile corpului variază de la 2 până la 120 mm.
Există aproximativ 120 de specii actuale împărțite în 20 de genuri. Chiar dacă există puține specii, membrii acestei încrengături sumt foarte abundenți.

## Anatomie

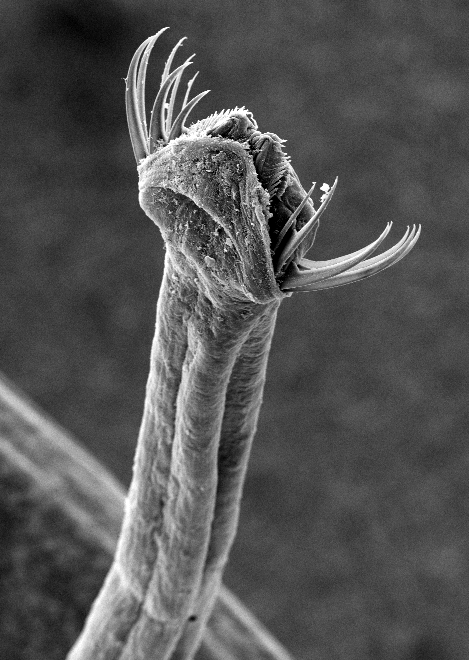
Gura unei chaetognathe din genul Sagitta, la microscop

Chaetognathele sunt animale transparente sau translucente, acoperite de o cuticulă. Corpul este împărțit vizibil în cap, corp și coadă. Există între 4 și 14 spini ușor îndoiți (vezi poza) pe fiecare parte a capului, mărginind un vestibul gol în care se află gura. Spinii sunt folosiți la vânătoare. Toți membrii acestei încrengături sunt carnivore, vânând alte organisme planctonice.
Pe corp se află una sau două perechi de înotătoare, similare cu cele ale actinopterigienilor. Totuși, similaritatea se oprește aici. Se știe că două specii de chaetognathe, Caecosagitta macrocephala și Eukrohnia fowleri, au organe bioluminescente pe înotătoare.
Chaetognathele înoată prin impulsuri bruște și scurte folosind mișcări dorso-ventrale undulatorii, unde înotătoarea de la coadă propulsează animalul, iar cele laterale ajută animalul să se miște în lateral. Unele specii folosesc o neurotoxină numită tetrodotoxină la vânătoare.
Coelomul nu are peritoneu și se aseamănă cu pseudocoelul altor animale, precum al nematozilor. Este împărțit într-un compartiment pe fiecare parte a corpului (stânga și dreapta), și are compartimente adiționale în interiorul capului și cozii. Chiar dacă au o gură cu unul sau două rânduri de dinți, ochi compuși și sistem nervos, nu au sistem respirator sau sistem circulator.
Gura se deschide într-un faringe musculos, care conține glande care îi lubrifiază pereții. De acolo, un intestin drept merge până la anusul care se află în fața cozii. Intestinul este locul unde se petrece aproape toată digestia și include o pereche de diverticulumuri⁠(en)[traduceți] aproape de capătul anterior.
Sistemul nervos este destul de simplu, consistând dintr-un inel de nervi ganglionați care înconjoară faringele. Ganglionul din spate este cel mai mare, dar nervii merg din toți ganglionii peste to în corp. Chaetognathele au doi ochi compuși, alcătuiți din mulți oceli cu marginile difuze. În plus, există perișori senzitivi  așezați pe rânduri de-a lungul corpului.
Lucrurile se mișcă prin coelom prin cili. Materiile inutile sunt excretate prin piele și anus.
Omatidiile chaetognathelor derivă din microtubuli, care, la rândul lor formează structuri conice, care conțin grăunțe și structuri fasciculare. Corpul conic a derivat din cili. Microtubulele omatidiilor sunt lungi de 20 nm și late de 50 nm.

## Reproducere
Chaetognathele sunt hermafrodite. Ouăle sunt planctonice sau se atașează de alge. Din ouă ies versiuni miniaturale ale adulților și stadiul larvar nu e bine definit.

## Clasificare
Chaetognathele sunt de obicei clasificate de către embriologi ca făcând parte din Deuterostomia. Dar filogeniștii le clasifică în Deuterostomia. Asemănările cu nematozii susțin ipoteza protostomă — de fapt, chaetognathele sunt considerate uneori ca niște forme bazale⁠(en)[traduceți] din Ecdysozoa sau Lophotrochozoa⁠(en)[traduceți]. Chaetognatha apare aproape de baza arborelui evoluționar al protostomelor în studiile de filogenie moleculară. Și studiile sistemului lor nervos au arătat că ar fi protostome.

## Fosile
Din cauza corpului moale, chaetognathele nu se fosilizează prea bine. Totuși, câteva specii fosile au fost descrise. Aparent, această încrengătură a apărut în Cambrian. Fosile complete au fost găsite în șisturile din Maotianshan, din China de astăzi, provincia Yunnan (Eognathacantha ercainella Chen & Huang și Protosagitta spinosa Hu). O chaetognathă mai recentă, Paucijaculum samamithion din Carboniferul târziu, s-a descoperit în Illinois. Se credea că acele chaetognathe se înrudeau cu conodontele. Totuși, conodontele în sine se înrudesc cu vertebratele. Se crede acum că presupușii dinți de conodonte erau, de fapt, spinii de la gura chaetognathelor.